# Mistrzostwa Świata w Piłce Nożnej 2010 (eliminacje strefy CAF)/Grupa 3
W Grupie 3 eliminacji do MŚ 2010 biorą udział następujące zespoły:
- Angola
- Benin
- Uganda
- Niger

## Tabela
| Miejsce | Drużyna | Mecze | Punkty | Zwyc. | Rem. | Por. | Bramki |
| ------- | ------- | ----- | ------ | ----- | ---- | ---- | ------ |
| 1       | Benin   | 6     | 12     | 4     | 0    | 2    | 12-8   |
| 2       | Angola  | 6     | 10     | 3     | 1    | 2    | 11-8   |
| 3       | Uganda  | 6     | 10     | 3     | 1    | 2    | 8-9    |
| 4       | Niger   | 6     | 3      | 1     | 0    | 5    | 5-11   |

## Wyniki
| 30 maja 2008 | Uganda · Sekagya 56' | 1-0(0-0) | Niger |  |
|              |                      |          |       |  |

| 30 maja 2008 | Angola · Flávio 60' · Job 78' · Mendonça 84' | 3-0(0-0) | Benin |  |
|              |                                              |          |       |  |

| 6 czerwca 2008 | Niger · Karim Moussa Konate 4' | 1-2(1-1) | Angola · Flávio 29' · Asha 72' |  |
|                |                                |          |                                |  |

| 6 czerwca 2008 | Benin · Omotoyossi 15' 86' · Tchomogo 17' · Sessègnon 69' | 4-1(2-1) | Uganda · Ssepuuya 8' |  |
|                |                                                           |          |                      |  |

| 13 czerwca 2008 | Niger | 0-2(0-0) | Benin · S. Tchomogo 59' · Omotoyossi 65' | Stade Général Seyni Kountché, Niamey Sędzia: Haimoudi |
|                 |       |          |                                          |                                                       |

| 13 czerwca 2008 | Uganda · Sseppuya 7' · Batabaire 19' · Wagaluka 74' | 3-1(2-0) | Angola · Mantorras 90' | Nelson Mandela Stadium, Kampala Sędzia: Ogbamariam |
|                 |                                                     |          |                        |                                                    |

| 20 czerwca 2008 | Benin · Ahouéya 45' · Oumarou 55sam.' | 2-0(1-0) | Niger |  |
|                 |                                       |          |       |  |

| 20 czerwca 2008 | Angola | 0-0(0-0) | Uganda |  |
|                 |        |          |        |  |

| 5 września 2008 | Benin · Adenon 2' · Omotoyossi 52' 66' | 3-2(1-1) | Angola · Flávio 12' · Loco 78' |  |
|                 |                                        |          |                                |  |

| 5 września 2008 | Niger · Issoufou 68' 85' · Kamilou 87' | 3-1(0-1) | Uganda · Obua 33' |  |
|                 |                                        |          |                   |  |

| 10 października 2008 | Angola · Kassali 53' (og) · Gilberto 68' · Zé Kalanga 73' | 3-1(0-1) | Niger · Moussa 20' |  |
|                      |                                                           |          |                    |  |

| 10 października 2008 | Uganda · Massa 52' 57' | 2-1(0-1) | Benin · Sessegnon 31' |  |
|                      |                        |          |                       |  |